# Кондратьєв Володимир Йосипович
Володи́мир Йо́сипович Кондра́тьєв (17 квітня 1925, село Покровське, нині Покровка, Веселинівський район, Миколаївська область — 22 червня 2023) — актор театру, народний артист України, заслужений артист АРК , почесний громадянин Сімферополя.

## Життєпис
Учасник німецько-радянської війни.
1951 року закінчив Одеське державне театральне училище.
З 1951 по 1963 роки працював у театрах Одеси, Львова, Польщі.
З 1963 року працює в Кримському академічному російському драматичному театрі.

## Нагороди
- Орден Червоної Зірки (1945)
- Орден Вітчизняної війни I ступеня (1985)
- Орден Богдана Хмельницького (2000)
- Орден «За заслуги»
- Грамота Президії Верховної Ради Української РСР(1986)
- Почесні грамоти Ради міністрів Автономної Республіки Крим, Верховної Ради АРК
- Почесні звання "Народний артист України"(1994), "Заслужений артист АРК"[2].